# Liste der Einträge im National Register of Historic Places im Hughes County (Oklahoma)
Diese Liste der Einträge im National Register of Historic Places im Hughes County (Oklahoma) enthält alle im Hughes County, Oklahoma in das National Register of Historic Places eingetragenen Gebäude, Bauwerke, Objekte, Stätten oder historischen Distrikte.
Diese Liste entspricht dem Bearbeitungsstand des National Park Service/National Register of Historic Places vom 11. Oktober 2024.

## Legende
| NRHP | Historic Place |

## Aktuelle Einträge
| [ 2 ] | Name                                  | Bild                                | Eintragsdatum                 | Lage                                                                                            | Ort         | Beschreibung |
| ----- | ------------------------------------- | ----------------------------------- | ----------------------------- | ----------------------------------------------------------------------------------------------- | ----------- | ------------ |
| 1     | Dustin Agricultural Building          |                                     | 8. Sep. 1988 ID-Nr. 88001385  | Rutherford und 4th Street 35° 16′ 10″ N, 96° 1′ 45″ W                                           | Dustin      |              |
| 2     | Holdenville Armory                    | weitere Bilder                      | 8. Sep. 1988 ID-Nr. 88001386  | U.S. Route 270 und N. Butts Street 35° 5′ 11″ N, 96° 23′ 1″ W                                   | Holdenville |              |
| 3     | Holdenville City Hall                 | Holdenville City Hall               | 11. Sep. 1981 ID-Nr. 81000463 | 102 Creek Street 35° 5′ 1″ N, 96° 24′ 7″ W                                                      | Holdenville |              |
| 4     | Levering Mission                      |                                     | 16. Mai 1974 ID-Nr. 74001662  | nordöstlich von Wetumka 35° 14′ 55″ N, 96° 11′ 34″ W                                            | Wetumka     |              |
| 5     | Moss School Gymnasium                 |                                     | 8. Sep. 1988 ID-Nr. 88001388  | in der Nähe der Verbindung der U.S. Route 75 mit der U.S. Route 270 35° 4′ 18″ N, 96° 13′ 48″ W | Holdenville |              |
| 6     | Spaulding School Gymnasium-Auditorium |                                     | 8. Sep. 1988 ID-Nr. 88001389  | Section Line Highway und 2nd Street 35° 0′ 42″ N, 96° 26′ 30″ W                                 | Spaulding   |              |
| 7     | Stuart Hotel                          |                                     | 7. Okt. 1982 ID-Nr. 82001496  | in der Nähe der U.S. Route 270 34° 54′ 12″ N, 96° 5′ 55″ W                                      | Stuart      |              |
| 8     | John E. Turner House                  |                                     | 27. Jan. 1983 ID-Nr. 83002090 | 401 E. 10th Street 35° 4′ 59″ N, 96° 23′ 42″ W                                                  | Holdenville |              |
| 9     | Wetumka Armory                        | Wetumka Armory                      | 8. Sep. 1988 ID-Nr. 88001390  | St. Louis und Wetumka Street 35° 14′ 8″ N, 96° 14′ 38″ W                                        | Wetumka     |              |
| 10    | Wetumka Cemetery Pavilion and Fence   | Wetumka Cemetery Pavilion and Fence | 8. Sep. 1988 ID-Nr. 88001391  | östlich von Wetumka 35° 14′ 12″ N, 96° 12′ 36″ W                                                | Wetumka     |              |